# Канадарм2

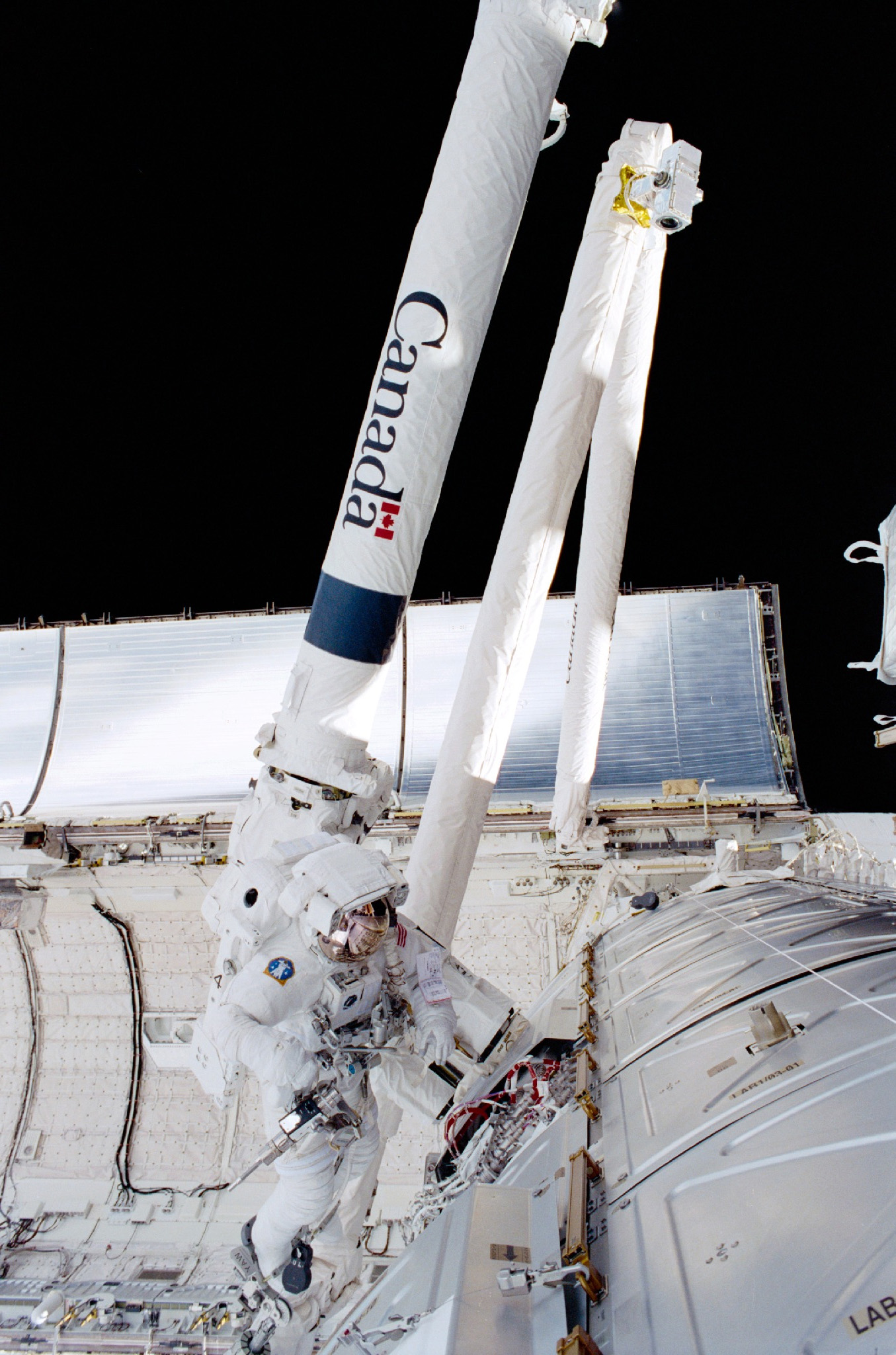
Установка «Канадарм2» під час польоту «STS-100»

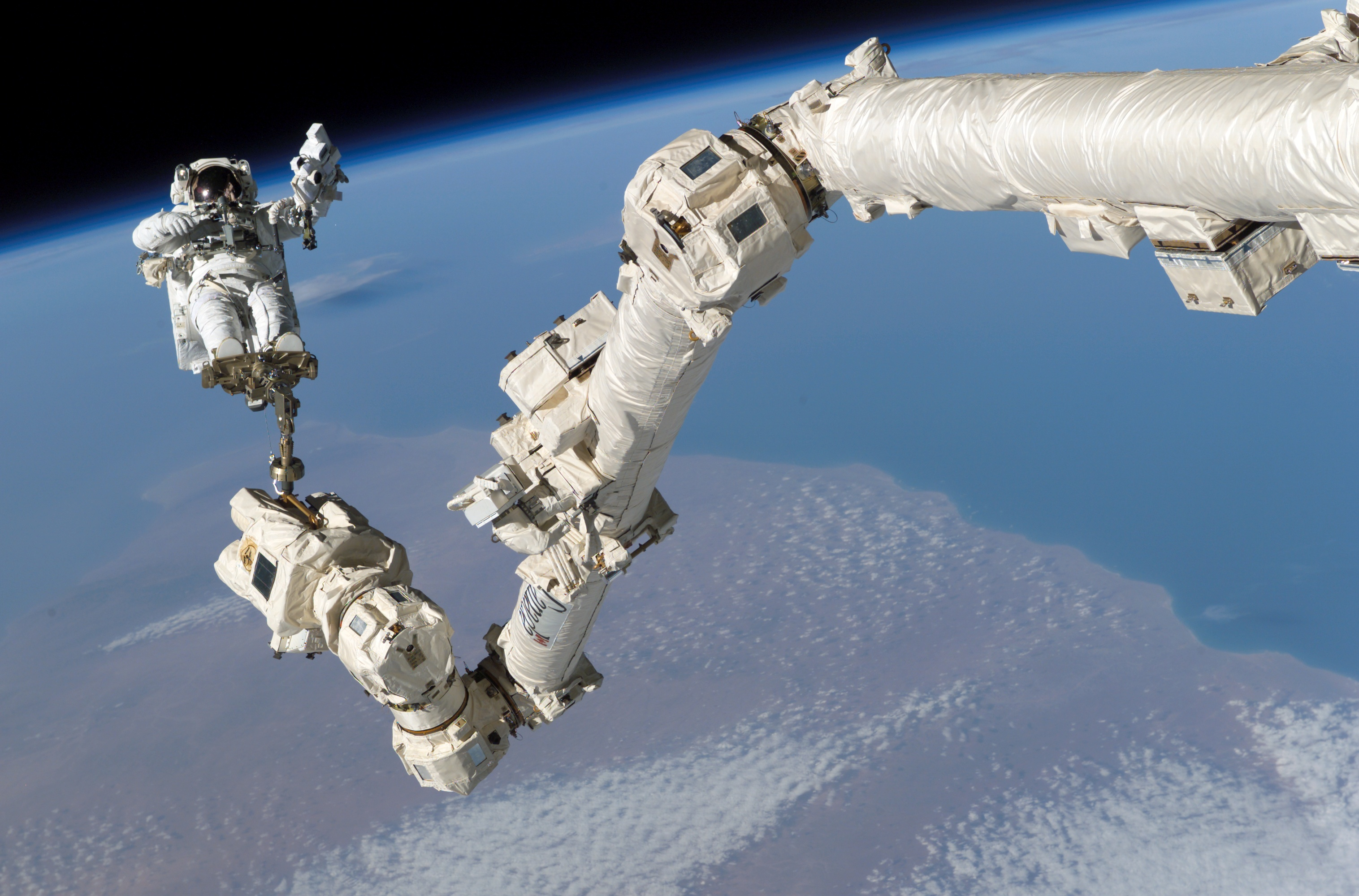
Астронавт Стівен Робінсон, утримуваний Канадарм2. Польоту «STS-114»

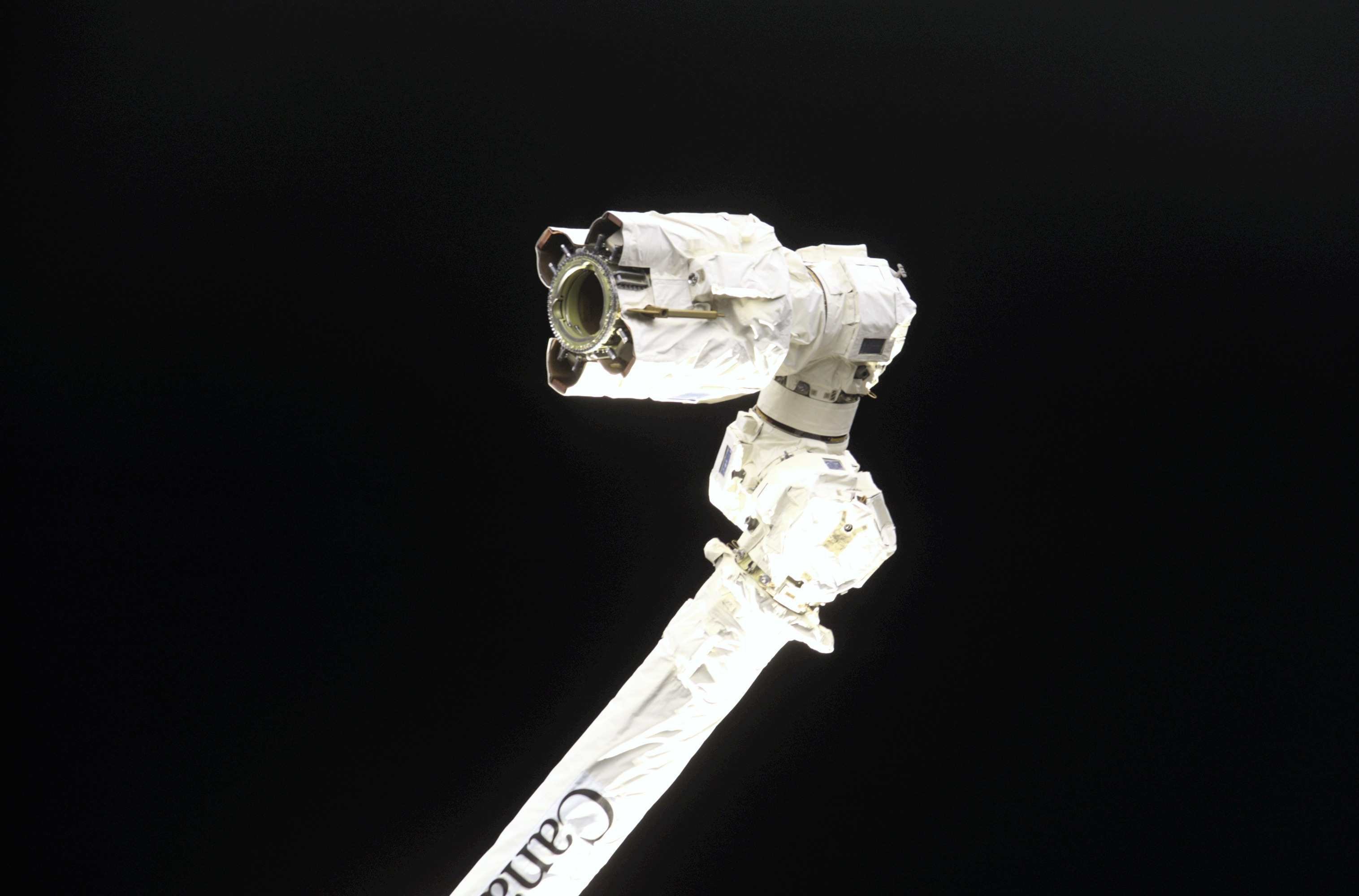
Кінець ефектор «Канадарм2» фотографії розміщено «STS-108»

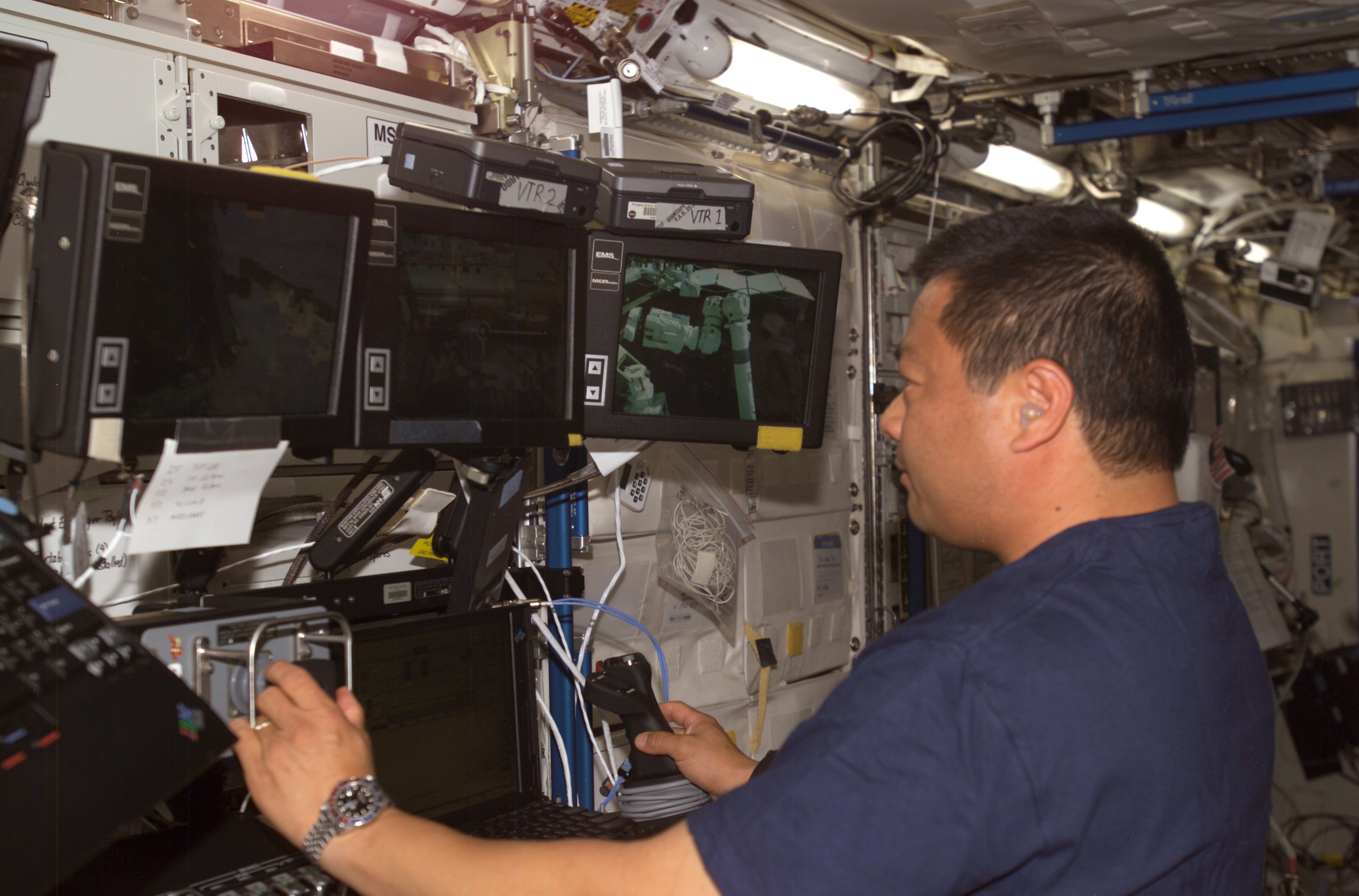
Астронавт Лерой Чао за допомогою станції управління «Канадарм2» в «Дестіні» лабораторного модуля.

Канадарм2 (англ. Canadarm2) — мобільна обслуговуюча система (робототехнічний комплекс і пов'язане з ним обладнання), що знаходиться на МКС. Виконує ключову роль при збірці і обслуговуванні станції: переміщує обладнання та матеріали в межах станції, допомагає космонавтам працювати у відкритому космосі і обслуговує інструменти та інше корисне навантаження, що знаходяться зовні станції. Космонавти проходять спеціальний тренінг роботи на «Канадарм2». Був запущений у 2001 році.

## Опис
У мобільну обслуговуючу систему входить рука , звана (англ. Space Station Remote Manipulator (SSRMS)), в перекладі на українську — " дистанційний маніпулятор космічної станції ", (англ. Mobile Remote Servicer Base System), а також (англ. Special Purpose Dexterous Manipulator) («Гнучкий маніпулятор спеціального призначення»), відомий також як Декстр. Система може переміщатися по рейках, розташованим на  фермових конструкціях за допомогою візка мобільного транспортера.
Мобільна обслуговуюча система спроєктована і зроблена компанією MDA Space Missions (раніше званої «MD Robotics», а ще раніше SPAR Aerospace) як внесок  Канадського космічного агентства в МКС.